# 10 & 10 Danza
10 & 10 Danza es una compañía española de danza contemporánea fundada en Madrid en 1989.

## Historia
La compañía de Danza contemporánea 10 & 10 danza se fundó en octubre de 1989 en Madrid, España ( Europa ). El grupo fundador de la compañía estaba formado por Nati Aguilar, Pedro Berdäyes, María Fernández del Castillo, Eduardo Ruiz, Mónica Runde y Fernando Vera .
El detonante para crearse la formación fue el primer premio del III Certamen Coreográfico de Madrid otorgado a Pedro Berdäyes por su coreografía "Kitatióh" interpretada por todo el grupo, incluido el mismo.
Con el primer programa, HORA PUNTA, se marcaron lo que serían las bases de la compañía hasta el año 2004. Compañía con doble dirección artística y responsables de la creación, Pedro Berdäyes  y  Mónica Runde, y el resto de los integrantes y ellos mismos como intérpretes. En un inicio la producción se realizaba en equipo distribuyéndose el trabajo entre todos ellos y más adelante la producción de la compañía la llevaría Mónica Runde.
Una de las características de 10 & 10 danza de 1989 a 2001 fue la presentación de dos magnificos trabajos coreográficos independientes, uno de Berdäyes y otro de Runde, siempre bajo un título genérico, dos caras de una misma moneda. Del 2001 hasta el 2004 las coreografías se comparten entre ambos creadores. Del 2005 en adelante, que Berdäyes deja la compañía para dedicarse a la labor pedagógica en el Real Conservatorio Profesional de Danza de Madrid, los trabajos son unipersonales de Mónica Runde, así como la dirección artística de la compañía.
10 & 10 danza ha actuado en festivales y teatros en Europa, Asia y América: Festival d'Automne á París, Le Temps d'Aimer de Biarritz, Biennale de la Danse de Lyon, La Rose des Vents de Lille, Rencontres d'Octobre en Lieja, American Dance Festival en Carolina del Norte, Festival de otoño de Madrid, Festival Balance de Marburg, Off Tat de Frankfurt, International Art Summit de Indonesia, The Turning World en Londres, Oriente-Ocidente de Rovereto, Intercity Florencia, Hebbel Theater de Berlín, Teatro de la Danza y Teatro de la Ciudad de México, Red Nordeste de México (Tijuana, Hermosillo, Mexicali, Mazatlán, Culiacán), Red Serpiente de México (Morelia), La huella de España en La Habana, Festival Internacional de Miami,  Teatro San Martín y Centro Cultural La Recoleta de Buenos Aires, Teatro Solís de Montevideo, Teatro San Jines de Santiago de Chile, Dansa Valencia, Teatro Popular Melico Salazar de San José de Costa Rica, Red gallega de Teatros y Auditorios, Red de Teatros de Castilla y León, Red de Teatros de la Comunidad de Madrid, Red Sarea de Euskadi, Mercat de las Flors de Barcelona, Festivales de Navarra, etcétera.
Desde el año 2000 la compañía es residente en el Centro de Nuevos Creadores de Madrid. Como compañía residente realizan todos los años un mes de temporada con el objetivo decrear nuevos públicos y programan el Festival 3D (tres meses de Danza Contemporánea). Mónica Runde imparte clases de Danza Contemporánea en la Escuela de Arte Dramático Cristina Rota que también forma parte del Centro de Nuevos Creadores.
10 & 10 danza ha recibido ayudas de producción por parte del Instituto Nacional de Artes Escénicas y de la Música (Ministerio de Cultura de España), la Consejería de Cultura y Turismo de la Comunidad de Madrid, Sociedad Estatal de Acción Cultural Exterior (S.E.A.C.E.X.), Mercat de les flors de Barcelona, Biennale de la Danse de Lyon y Centro de Nuevos Creadores de Madrid

## Coreografías
Cronológicamente se han estrenado las siguientes producciones y coreografías:
- 1989 . KYLIE. coreografía, luces de Pedro Berdäyes. Estreno NOCHE DE SOLOS, Madrid en Danza. Elenco original Mónica Runde. Vestuario y escenografía María Fernández del Castillo
- 1990. HORA PUNTA con las coreografías de Berdäyes Piano, Piano y Kitatióh; Sinónimos de Runde. Estreno en el Centro Cultural de la Villa de Madrid. Elenco original: Nati Aguilar, Pedro Berdäyes, María Fernández del Castillo, Eduardo Ruiz, Mónica Runde y Fernando Vera. Escenografía: Tono Carbajo. Vestuario: Cedido por Adolfo Dominguez/Ada Domínguez. Luces: Jeff Dubois.
- 1991. HOY con Meeting Point (Runde, música original de Pedro Navarrete) e Ir (Berdäyes, música original de Etenne Scwarcz). Estreno en el Teatro Campoamor de Oviedo.Elenco original: Nati Aguilar, Pedro Berdäyes, Claudia Faci, Eduardo Ruiz, Mónica Runde y Fernando Vera. Escenografía: Tono Carbajo. Vestuario: Cedido por Adolfo Domínguez/Ada Domínguez. Luces: Jeff Dubois.
Nuestro Tiempo" (Runde, música original de Pedro Navarrete). Estreno en la Biblioteca Nacional de Montreal, Canadá dentro del Festival Tangente.
- 1992. ALGUIEN HA SIDO HERIDO con c33 & Other Tales de Runde y Actos Impuros de Berdäyes. Estreno en el Centro Nacional de Nuevas Tendencias Escénicas, Sala Olimpia de Madrid. Elenco original: Nati Aguilar, Pedro Berdäyes, Tanguy Cochennec, Eduardo Ruiz, Mónica Runde y Fernando Vera. Escenografía: Tono Carbajo. Vestuario: María Fernández del Castillo y Pedro Berdäyes. Luces: Jeff Dubois.
- 1993. HAZ DE LUZ con Años aguardando un gesto de Runde, música original de Pedro Navarrete y Amor a pedazos de Berdäyes, música original de Etienne Schwarcz. Estreno en el Centro Nacional de Nuevas Tendencias Escénicas, Sala Olimpia de Madrid. Elenco original: Pedro Berdäyes, Tanguy Cochennec, Katty Cogill, José Reches, Graça Dos Reis, Mónica Runde y Fernando Vera. Escenografía: James y James, Tono Carbajo. Vestuario: Maribel Salvans. Luces: Jeff Dubois.
- 1994.ACQUA coreografía conjunta para los espacios Insólitos de Festivales de Navarra, estreno en el Parque de la Media Luna de Pamplona. Elenco original: Pedro Berdäyes, Katty Cogill, José Reches, Graça Dos Reis, Mónica Runde y Fernando Vera. Vestuario: Berdäyes y Runde. Luces: Jeff Dubois.
- 1995. MILAGRO, La realidad y el deseo de Runde, música original de Etienne Scwarcz ("Symphonie pour une femme seule") y Si tu vieras lo que veo desde aquí de Berdäyes. Estreno en el Centro Nacional de Nuevas Tendencias Escénicas, Sala Olimpia de Madrid. Elenco original: Pedro Berdäyes, Delphine Nicolá, Orlando Ortega, Graça Reis, Mónica Runde y Fernando Vera. Escenografía: Jeff Dubois y Pedro Berdäyes. Vestuario: Iliana Altschuler. Luces: Jeff Dubois.
Ese año también se estrenó la coreografía conjunta ANYWAY como homenaje a María de Ávila. Estreno en el Teatro Albéniz de Madrid. Intérpretes: Pedro Berdäyes y Mónica Runde. Escenografía y Vestuario: Berdäyes y Runde. Luces: Marta Piñeiro.
- 1996.LITTLE TALES. Petrus de Runde, O Beijo de Berdäyes y Tanto monta, monta tanto de ambos coreógrafos. Estreno en la Sala Cuarta Pared de Madrid. Elenco original: Pedro Berdäyes, Jesús Caramés, Tanguy Cochennec, Gema Diaz, Delphine Nicolá, Coral Ortega, José Reches, Mónica Runde, Fernando Vera. Escenografía y Vestuario: Berdäyes y Runde. Luces: Marta Piñeiro.
- 1997. LA CARA OCULTA DE LA LUNA. Samsara de Runde y Venus Benedectta de Berdäyes. Estreno en el Centro Nacional de Nuevas Tendencias Escénicas, Sala Olimpia de Madrid. Elenco original: Pedro Berdäyes, Jesús Caramés, Tanguy Cochennec, Gema Díaz, Coral Ortega, José Reches, Mónica Runde, Isabel Vázquez. Escenografía y Vestuario: Elisa Sanz. Luces: Baltasar Patiño.
- 1998. MARISMA con Decrescendo de Runde e In crescendo de Berdäyes. Estreno en la Sala Cuarta Pared de Madrid. Escenografía y Vestuario: Berdäyes y Runde. Luces: Marta Piñeiro 
Ese año se estrenó otra producción para la calle "Chueca & Cachué" estrenada en la explanada del Teatro Real como "teloneros" de la Compañía de Pina Bauch. Elenco original: Pedro Berdäyes, Tanguy Cochennec, Gema Díaz, Coral Ortega, José Reches, Mónica Runde, Isabel Vázquez. Escenografía y Vestuario: Berdäyes y Runde.
- 1999. X con Datura Sanguinea de Runde, música original de Schwarkz y Runde y Margaritas ante Porcos de Berdäyes. Este programa, para conmemorar los diez años de compañía, iba acompañado de una instalación fotográfica e interactiva montada en el hall de la Sala Cuarta Pared de Madrid donde se estrenó. Con esta producción se les concedió el PREMIO NACIONAL DE DANZA 2000 en su modalidad de creación otorgado por el Ministerio de Cultura de España. Mónica Runde remontó DATURA SANGUINEA para la Compañía Nacional de Danza de Costa Rica y ganó el PREMIO NACIONAL DE DANZA 2004 a la mejor coreografía otorgado por el Ministerio de educación, juventud y deportes de Costa Rica. Elenco original: Pedro Berdäyes, Dacil González, Coral Ortega, José Reches, Mónica Runde, Julio Viera.
Escenografía y Vestuario: Elisa Sanz. Luces: Marta Piñeiro.
Llevarnos lo malo con coreografía y baile de Mónica Runde, Texto e Interpretación de Natalia Menéndez. Escenografía y vestuario: Menéndez y Runde. Luces: Marta Piñeiro.
- 2000. LIBIAMO coreografía conjunta Berdäyes/Runde estrenada en la Sala de exposiciones del Canal de Isabel II de Madrid. La peculiaridad de esta producción es la utilización del elenco completo de la compañía junto con 14 actrices entre las que se encontraban Marta Etura o Ana Rayo entre otras. Elenco original: Pedro Berdäyes, Dacil González, Coral Ortega, José Reches, Mónica Runde, Julio Viera. Escenografía y Vestuario: Berdäyes y Runde. Luces: Berdäyes y Runde.
Hannan de Artur Villalba y Panem de Berdäyes. Escenografía y vestuarios: Elisa Sanz y Pedro Berdäyes.
- 2001. Primer programa sin título genérico compuesto por las coreografías Ellos y yo de Runde y Azul purísima de Berdäyes. Elenco original: Pedro Berdäyes, Dacil González, Coral Ortega, José Reches, Mónica Runde, Julio Viera.
Escenografía y Vestuario: Elisa Sanz. Luces: Gloria Montesinos (A.A.I.).
- 2002. LA SONRISA DEL GATO DE ALICIA coreografía conjunta. Estreno en el Centro de Nuevos Creadores, Madrid.
Escenografía y Vestuario: Berdäyes y Runde.
- 2003. CONTRASTES coreografía conjunta. Estreno en el Centro de Nuevos Creadores, Madrid. Elenco original: Pedro Berdäyes, Dacil González, Michael Yasenack, Vanesa Medina, Coral Ortega, José Reches, Mónica Runde, Julio Viera. Escenografía y Vestuario: Elisa Sanz. Luces: Miguel Ángel Camacho (A.A.I.).
- 2004. FORMAS Y LÍNEAS EN MOVIMIENTO coreografía conjunta. Estreno en el Museo Municipal de Arte Contemporanéo de Madrid, Ayuntamiento de Madrid. Elenco original: Pedro Berdäyes, Dacil González, Coral Ortega, José Reches, Mónica Runde, Naiara Rojo, Edurne Sanz. Escenografía y Vestuario: Berdäyes y Runde.
- 2005. HEBRAS DE MUJER de Mónica Runde, música original de Pedro Navarrete. Estreno en el CENTRO DE NUEVOS CREADORES de Madrid. Elenco original: Marcela Aguilar, Dacil González, Joaquín Hidalgo, Gustavo Martín, Javier Machin, Naiara Rojo, Mónica Runde. Escenografía: Elisa Sanz. Vestuario: Elisa Sanz y Maika Chamorro. Luces: J. Manuel Guerra.
- 2006. HASTA MAÑANA de Mónica Runde, música original de Pedro Navarrete. Estreno en el CENTRO DE NUEVOS CREADORES de Madrid. Elenco original: Dacil González, Juan Manuel Espinoza, Joaquín Hidalgo, Mar López, Gustavo Martín, Javier Machin, Mónica Runde, Edurne Sanz. Escenografía: Elisa Sanz. Vestuario: Elisa Sanz y Maika Chamorro. Luces: J. Manuel Guerra.
- 2007. LO K N VES N XST (lo que no ves no existe) de Mónica Runde. Estreno en el Teatro Salón Cervantes de Alcalá de Henares (Madrid). Elenco original: Dacil González, Juan Manuel Espinoza, Joaquín Hidalgo, Mar López, Gustavo Martín, Javier Machin, Mónica Runde, Edurne Sanz. Escenografía: Elisa Sanz. Vestuario: Elisa Sanz y Maika Chamorro. Luces: Iván Martín.
- 2009. CARTAS AL DIRECTOR  de Teresa Nieto, Mónica Runde y Carmen Werner. Celebración de los 20 años de compañía. Estreno 1 de julio de 2009 en el Teatro Fernán Gómez de Madrid. Elenco original: Daniel Abreu, Jesús Caramés, Joaquín López Hidalgo, Teresa Nieto, Mónica Runde, Carmen Werner. Ayudante de coreógrafas: Dacil González. Escenografía y Vestuario: Elisa Sanz. Video en escena y digitalización de videos familiares: Diego Ortíz (La más Bella). Luces: Iván Martín. Producción ejecutiva: Mercedes Pacheco.
- 2010. TRIS TRAS  de Mónica Runde. Estreno 26 de noviembre de 2010, Centro de Nuevos Creadores, Sala Mirador de Madrid. Elenco original: Iker Arrue, Dacil González, Mar López, Joaquín López Hidalgo, Mónica Runde. Música original: Luis Miguel Cobo. Escenografía y vestuario: Elisa Sanz. Video en escena: Luis Gaspar. Luces: Iván Martín.
- 2012. iDentities Idea original de Carlos Iturrióz. Coreografía y elenco original: Catherine Allard, Mariko Aoyama, Susan Kempster, Hilde Koch, Mónica Runde. Dramaturgia: Natalia Menéndez. Escenografía y Vestuario: Elisa Sanz. Ayudante y elaboración de Vestuario: Maika Chamorro. Música original: Luis Miguel Cobo. Luces: Nicolás Fischtel. Producción ejecutiva: Mercedes Pacheco. Estreno en el Teatro Fernán Gómez de Madrid.
- 2013. EN PARTES  Idea original de Marcela Aguilar y Mónica Runde. Coreografía: Mónica Runde. Elenco Original: Marcela Aguilar, Iker Arrue, Amada Dominguez, Emir Meza, Mónica Runde. Vestuario: Amada Dominguez. Escenografía y vídeo en escena: Mónica Runde. Luces: Pablo Seoane. Estreno octubre en el Foro de Experimentación Black Box CENART, Ciudad de México.
- 2014. EPISODIOS (TEMPORADA 25) Idea Original de Mónica Runde para celebrar los 25 años de 10 & 10 danza. Dirección escénica: Claudia Faci. Coreografías: Daniel Abreu, Pedro Berdäyes, Claudia Faci, Luis Luque, Carmen Werner. Elenco original: Mónica Runde. Escenografía y Vestuario: Elisa Sanz. Música original para la pieza de Luis Luque: Luis Miguel Cobo. Luces: Juan Gómez Cornejo. Estreno Noviembre en el Teatro de la Abadía, Madrid dentro del Festival Internacional Madrid en Danza.
- 2016. OLVIDO....... DE HILO BLANCO Idea Original de Inés Narváez Arróspide y Mónica Runde. Coreografía e intérpretes elenco original: Alberto Almazán, Miguel Ballabriga, Carmen Fumero, Mar López, Inés Narváez, Mónica Runde, Jose Luis Sendarrubias. Música original: Mónica Runde. Escenografía y Vestuario: Elisa Sanz. Luces: Sergio García Dominguez. Estreno noviembre en el Teatro Sala Cuarta Pared, Madrid dentro del Festival Internacional Madrid en Danza.
- 2018. ONDINE Idea Original de Inés Narváez Arróspide, Mónica Runde y Elisa Sanz. Coreografía e intérpretes elenco original: Paloma Díaz, Elias Miguez, Inés Narváez, Mónica Runde, Elisa Sanz, Juanjo Torres y Denislav Valentinov. Escenografía, vestuario, dramaturgia y luces:  Inés Narváez Arróspide, Mónica Runde y Elisa Sanz. Edición espacio sonoro y videos en escena (grabación y edición):  Mónica Runde. Voz en off: Huici Chiu. Basada en textos de Ondine Perret. Estreno Sala Cuarta Pared, 20 diciembre dentro del Festival Essencia.

### Diario El País (España)
- Mercedes Rico (1990). «Segunda Generación». El País. 21 de mayo.
- Julia Marín (1990). «De lo decorativo a lo sugerente». El País.
- Mercedes Rico (1991). «Voluntad de riesgo». El País. 6 de mayo.
- Guillermo Heras (1992). «Silencio a la danza». El País. 15 de enero.
- Julia Martín (1992). «Moda de Adolfo Domínguez en una muestra de danza madrileña». El País. 24 de enero.
- Julia Martín (1992). «Moda de Adolfo Domínguez en una muestra de danza madrileña». El País. 24 de enero.
- Roger Salas (1992). «El lirio y el condón». El País. 15 de mayo.
- Roger Salas (1992). «El Festival de Otoño de París programa nueva danza española». El País. 13 de octubre.
- Roger Salas (1993). «Por amor al Arte». El País. 1 de mayo.
- Roger Salas (1993). «Una feliz iniciativa». El País. 19 de octubre.
- Roger Salas (1993). «La noche de los placeres rotos». El País. 18 de diciembre.
- Roger Salas (1994). «Tercera mirada». El País. 4 de octubre.
- Roger Salas (1997). «El girasol y las bragas». El País. 6 de febrero.
- Roger Salas (1997). «En lo alto del listón». El País. 7 de junio.
- Roger Salas (1997). «Detrás, el dolor». El País. 6 de diciembre.
- Roger Salas (1999). «Calidad Alternativa». El País. 15 de febrero.
- Roger Salas (1999). «Frutos de la constancia». El País. 19 de mayo.
- Roger Salas (1999). «Décimo aniversario del grupo 10 & 10». El País. 14 de diciembre.
- Roger Salas (2000). «Por el aire y en el agua». El País. 6 de mayo.
- Roger Salas (2000). «Matemáicas en el caldo de Narciso». El País. 19 de junio.
- Roger Salas (2000). «Éxito de María Jiménez y Mónica Runde en el Festival de Ballet de Miami». El País. 18 de septiembre.
- Roger Salas (2000). «El Festival Internacional de Ballet de Miami cierra con una gala clásica». El País. 19 de septiembre.
- Ricardo Socca (2000). «10 & 10 y María José Ribot, Premios Nacionales de Danza». El País. 22 de noviembre.
- Susana Moreno (2001). «El movimiento corporal te permite contar cuanto quieras». El País. 17 de enero.
- Susana Moreno (2001). «La compañía 10&10 Danza sucumbe al ritmo del amor y el agua en el Centro de Nuevos Creadores». El País. 5 de octubre.
- Roger Salas (2001). «Del barroco a las tinieblas». El País. 6 de octubre.
- Susana Moreno (2002). «El 3D Festival propicia tres meses intensivos de danza». El País. 21 de enero.
- Roger Salas (2002). «Intimades de un torero». El País. 13 de abril.
- Roger Salas (2003). «Pocas luces». El País. 11 de noviembre.
- Roger Salas (2005). «Calidades íntimas». El País. 17 de octubre.
- Y.M. (2008). «La inmigración vista a través del baile». El País. 22 de febrero.
- Roger Salas (2013) "Sobre la huella del pasado" El País. 11 de noviembre.
- Roger Salas (2014) "Carisma en movimiento". El País. 6 de noviembre.

### Diario El Mundo (España)
- Julia Martín (1993). «Danza Diez». El Mundo. 21 de diciembre (1.507).
- Cristina Marinero (1995). «Berdäyes y Runde estrenan "Milagro"». El Mundo. 8 de diciembre.
- Julia Martín (1995). «Carácter de continuidad». El Mundo. 11 de diciembre.
- Julia Martín (1997). «Danza muy cerca del público». El Mundo. 7 de junio.
- Julia Martín (1997). «Bailar sin distancia». El Mundo. 10 de junio.
- Julia Martín (1997). «Contrarios complementarios». El Mundo. 10 de diciembre.
- Julia Martín (1998). «Una gran noche». El Mundo. 2 de mayo.
- Julia Martín (1999). «El calvario de San Valentín». El Mundo. 16 de febrero.
- Julia Martín (1999). «El circo de las miserias». El Mundo. 21 de diciembre.
- Julia Martín (2000). «Gran traca final». El Mundo. 17 de junio.
- Julia Martín (2000). «La compañía 10x10 y La Ribót obtienen el Premio Nacional de Danza». El Mundo. 22 de noviembre.
- Julia Martín (2001). «La consigna es sobrevivir». El Mundo. 1 de mayo.
- Rafa Esteban (2001). «Vida, muerte y seducción». El Mundo. 4 de octubre.
- Julia Martín (2001). «Individualistas y permeables». El Mundo. 18 de octubre.
- Rafa Esteban (2002). «Una primavera de baile». El Mundo. 1 de abril.
- Sin firmar (2002). «Mónica Runde dice que la danza es la gran desconocida». El Mundo. 21 de noviembre.
- Esther Montero (2003). «Un oasis en el desierto». El Mundo. 16 de enero.
- Julia Martín (2003). «Los sueños como equipaje». El Mundo. 20 de enero.
- Julia Martín (2003). «Una cierta madurez y una dura resistencia». El Mundo. 19 de noviembre.
- Esther Montero (2005). «Mónica Runde estrena Hebras de Mujer». El Mundo. 20 de septiembre.
- Julia Martín (2005). «La larva del machismo aún sigue viva». El Mundo. 12 de octubre.
- Esther Montero (2006). «Madrid enrriquece a los bailarines». El Mundo. 28 de febrero.
- Julia Martín (2006). «Ternura y reducción poética». El Mundo. 14 de octubre.
- Julia Martín (2008). «Elegante seducción». El Mundo. 21 de enero.

### El punto de las artes
- Victor M. Burell (1994). «Un Diez a "Diez y Diez"». El Punto de las Artes. 17 al 23 de junio (327).
- Victor M. Burell (1999 - 2000). «Diez y diez y diez». El Punto de las Artes. 21 de diciembre de 1999 al 13 de enero de 2000.
- Victor M. Burell (2001). «Diez años de trabajo y Diez & Diez toca el paraíso». El Punto de las Artes. 2 al 8 de marzo.
- Victor M. Burell (2001). «Mi Meca estuvo en la danza. Otra vez "Diez & Diez"». El Punto de las Artes. 2 al 8 de noviembre.
- Victor M. Burell (2005). «Bailando se eniende la gente». El Punto de las Artes. 13 al 19 de mayo.
- Victor M. Burell (2005). «Una mujer que conoce a la mujer: Mónica Runde». El Punto de las Artes. 30 de septiembre al 6 de octubre.
- Victor M. Burell (2006). «El año de un paso más. Mónica Runde: primer violín.». El Punto de las Artes. octubre.
- Victor M. Burell (2008). «Y de danza van lasprimeras experiencias del año.La otra cara de la moneda "Lo que no ves no existe"». El Punto de las Artes. 18 al 24 de enero.

### Diario The New York Times (U.S.A.)
- Anna Kisselgorf (1992). «Critic's Notebook; French Give Twist To Festival Of Dance». The New York Times. 23 de septiembre.
- Anna Kisselgorf (1994). «DANCE REVIEW; When Folk Idioms Are Retrieved, Studied And Made Modern». The New York Times. 23 de julio.

### Diario ABC (España)
- Julio Bravo (1993). «Homenaje a María de Ávila en el Día Internacional de la Danza». ABC. 1 de mayo.
- Julio Bravo (1994). «"Diez & Diez" Haz de luz en la danza contemporánea española». ABC. 4 de junio.* Julio Bravo (1995). «Diez y Diez, Diez». ABC. 9 de diciembre.

### Diario La Nación (Costa Rica)
- Marta Ávila (2004). Del éxtasis a la muerte. 25 de octubre.
- Marta Ávila (2008). Falta el |título= (ayuda)

### Otras Publicaciones
- Raul Hernández Garrido (2018) - Ondine: Nombres de Mujer
- Olga Baeza RNE - A compas entrevista a Mónica Runde
- Luis Mª García Grande - Olvido de hilo blanco o la poesía de la vida. Que revienten los artistas, revista digital de Artes Escénicas.
- Adolfo Simón - Olvido de hilo blanco. Que revienten los artistas, revista digital de Artes Escénicas.
- Adolfo Simón - "Mónica Runde".  EntrevistARTE I